# Новопавлівська сільська територіальна громада
Новопавлівська сільська територіальна громада — територіальна громада в Україні, в Синельниківському районі Дніпропетровської області. Адміністративний центр — село Новопавлівка.
Площа громади — 321,4 км², населення — 4114 мешканців (2018).
Утворена 8 вересня 2016 року шляхом об'єднання Богданівської і Новопавлівської сільських рад Межівського району.
19 липня 2020 року, в результаті адміністративно-територіальної реформи і ліквідації Межівського району, увійшла до складу новоутвореного Синельниківського району.

## Населені пункти
До складу громади входять 11 сіл:
- Антонівське
- Богданівка
- Дачне
- Миколаївка
- Новопавлівка
- Солоне
- Тарасівка
- Федорівське
- Філія
- Чаус
- Чугуєве